# Violencia obstétrica

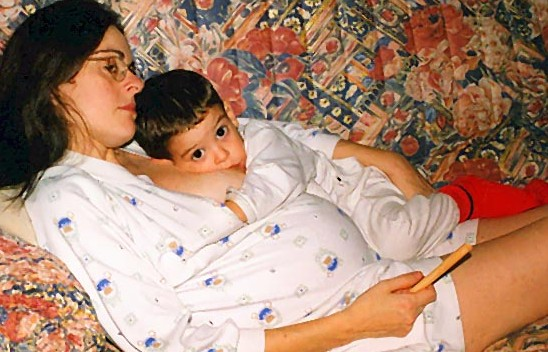
La violencia obstétrica se dirige contra la mujer embarazada.

Se entiende por violencia obstétrica cualquier conducta, por acción u omisión, que realizada por personal de la salud afecte el cuerpo y los procesos reproductivos de las mujeres, como el trato deshumanizado, la medicalización injustificada y la patologización de procesos que son naturales.
La primera referencia del término apareció en el año 1827, en una publicación en inglés, como crítica a las prácticas en los paritorios.
La Organización Mundial de la Salud emitió una declaración el 2014 con el fin de alertar y erradicar la falta de respeto durante la atención al parto en los centros de salud, a nivel mundial. Algunos activistas incluyen a la violencia obstétrica entre las violaciones a los derechos humanos, y la consideran una transgresión a la no discriminación, a la libertad y a la seguridad de la persona. Muchas investigadoras sobre esta temática clasifican la violencia obstétrica como un tipo de violencia de género institucionalizada y simbólica: No es solo consecuencia de mala praxis médica, sino que bebe directamente de la medicina androcéntrica, por lo que hace referencia a un conjunto de prácticas que degrada, oprime e intimida a las mujeres de distintas maneras dentro de la atención de su salud reproductiva. Así lo confirman también los países en latinoamérica que han legislado sobre violencia obstétrica, pues esto siempre se ha hecho dentro de la legislación sobre violencia de género.
El uso del término «violencia obstétrica» es criticado por algunos de los médicos y matronas, porque argumentan que es contrario a su ethos y argumentan que, en conjunto, las actuaciones que se critican presentan más beneficios que riesgos si se aplican tempranamente, y que retrasarlas puede hacer que resulten ineficaces si se evidencian necesarias.

## Violencia obstétrica física y psicológica
Se pueden considerar violencia obstétrica prácticas como el tacto realizado por más de una persona, la episiotomía como procedimiento de rutina, el uso de fórceps, la maniobra de Kristeller, el raspaje de útero sin anestesia, la cesárea sin verdadera justificación médica o el suministro de medicación innecesaria. 
El recurso a la cesárea es la práctica más criticada como medio de acelerar innecesariamente un parto que se presenta sin complicaciones.
La violencia obstétrica psicológica se manifiesta en un trato deshumanizado por discriminación, burlas o críticas a la mujer o a su hijo. 

## Manifestaciones de la violencia obstétrica
1. No atender oportuna y eficazmente las emergencias obstétricas.
2. Obligar a la mujer a parir en una posición que le resulta incómoda, si hay alternativa.
3. Obstaculizar, sin causa justificada, el apego precoz del niño con su madre, negándole la posibilidad de cargarlo y amamantarlo.
4. Alterar el proceso natural del parto de bajo riesgo, mediante el uso de técnicas de aceleración, sin obtener el consentimiento voluntario, expreso e informado de la mujer.
5. Practicar el parto por vía de cesárea, cuando haya condiciones para el parto natural, sin obtener el consentimiento voluntario, expreso e informado de la mujer.[8]
6. Dar a la usuaria un trato infantil, paternalista, autoritario, despectivo, humillante, con insultos verbales, despersonalizado o con vejaciones.[2]

## Legislación en Latinoamérica

### Venezuela
Venezuela fue el primer país de América Latina en tipificar la violencia obstétrica como delito en el año 2007, en la Ley Orgánica sobre el Derecho de las Mujeres a una Vida Libre de Violencia, en sus artículos 15 y 51. La ley establece que "se entiende por violencia obstétrica la apropiación del cuerpo y procesos reproductivos de las mujeres por personal de salud, que se expresa en un trato deshumanizador, en un abuso de medicalización y patologización de los procesos naturales, trayendo consigo pérdida de autonomía y capacidad de decidir libremente sobre sus cuerpos y sexualidad, impactando negativamente en la calidad de vida de las mujeres."

### Argentina
La Ley 25.929, "Parto Humanizado" promulgada el 17 de septiembre de 2004 establece derechos para el padre, la madre y el recién nacido, cuando exista una situación de riesgo para la persona recién nacida.
Desde el 1 de abril de 2009 la Ley 26.485, "Ley de protección integral para prevenir, sancionar y erradicar la violencia contra las mujeres en los ámbitos en que desarrollen sus relaciones interpersonales", complementa, en su artículo 6, la anterior.

## Personas relacionadas con la violencia obstétrica
- Gabriela Arguedas
- Stella Villarmea
- La Revolución de las rosas, movimiento internacional